# Beujanciá
Beujanciá (en francès Belgentier) és un municipi francès situat al departament del Var i a la regió de Provença – Alps – Costa Blava.

## Demografia
| 1962                                       | 1968 | 1975 | 1982 | 1990  | 1999  | 2009  |
| ------------------------------------------ | ---- | ---- | ---- | ----- | ----- | ----- |
| 582                                        | 561  | 690  | 984  | 1.442 | 1.724 | 2.210 |
| Des de 1962: població sense dobles comptes |      |      |      |       |       |       |

## Administració
| Període | Identitat    | Partit |
| ------- | ------------ | ------ |
| 2008-   | Bruno Aycard | UMP    |

## Agermanaments
- Geschwenda